# Melina Merkuri
Melina Merkuri (en grec: Μελίνα Μερκούρη, batejada Amalia Maria Merkuri) (Atenes, 18 d'octubre de 1920 - Nova York, 6 de març de 1994) fou una actriu, cantant i activista política grega. Va ser membre del Parlament Hel·lènic i, l'any 1981, es va convertir en la primera dona a ocupar el càrrec de Ministra de Cultura de Grècia.

## Biografia

### Primers anys
Merkuri era neta de Spiros Merkuris, que fou alcalde d'Atenes durant diverses dècades. El seu pare era un membre del Parlament grec. El matrimoni dels seus pares es va desfer quan ella encara era una nena i la custòdia de la petita Melina va quedar a càrrec de la seva mare. El seu oncle era George S. Merkuri, líder del Partit Nacionalsocialista Grec, que es convertí en el president del Banc de Grècia durant l'ocupació de les forces de l'Eix entre 1941 i 1944.
Melina es va casar amb Panagís Kharokopos, un pròsper terratinent. Van contraure matrimoni durant la Segona Guerra Mundial i els diners del seu marit la van ajudar a sobreviure durant l'ocupació nazi. El matrimoni es divorcià l'any 1962 quan Melina ja portava anys convisquent amb el seu amor definitiu, Jules Dassin.

### Carrera

#### Actriu
El debut cinematogràfic de Merkuri va ser la pel·lícula Στέλλα (Stella), dirigida per Michael Cacoyannis. El film va ser presentat al Festival Internacional de Cinema de Canes de l'any 1955, i va ser candidat a la Palma d'Or. Finalment la pel·lícula no es va endur el guardó, però el festival va ser important per Melina Merkuri perquè va conèixer el que seria el seu marit, el director Jules Dassin, amb qui es casaria després d'anys de convivència el 1966. Dassin era pare del cantant Joe Dassin. Dassin i Melina començarien no només una relació sentimental sinó també professional. Es podria dir que Melina Merkuri va ser la musa de Jules Dassin i va protagonitzar una bona colla de les pel·lícules del director. Melina va aconseguir popularitat internacional amb el llargmetratge Pote Tin Kyriaki (Mai en diumenge), dirigida per Dassin. Gràcies al seu treball a la pel·lícula va ser candidata a l'Oscar a la millor actriu. Pel seu paper va guanyar la Palma d'Or a la millor actriu al Festival de Canes. Dassin i Merkuri van tornar a treballar junts en el musical Illya Darling, on ella va rebre una candidatura a millor actriu dels premis Tony. El matrimoni va col·laborar en més pel·lícules com l'exitosa Topkapi, on també va tenir un petit paper Joe Dassin, Fedra o Chicago, Chicago.
Melina Merkuri es va retirar del cinema l'any 1978. La seva última pel·lícula va ser Kravgi gynaikon, dirigida també per Jules Dassin. Però la seva última aparició al cinema va ser una adaptació grega de l'obra Dolç ocell de joventut.

#### Cantant
Una de les seves primeres cançons va ser Hartino to Fengaraki, escrita per Manos Hadjidakis i Nikos Gatsos. La cançó era part de la producció grega de l'obra Un tramvia anomenat Desig, que ella protagonitzà en el paper de Blanche DuBois. La primera gravació de la cançó, que és considerada per molts com a llegendària, fou realitzada per Nana Mouskouri. L'any 2004 el segell discogràfic Sirius, creat per Manos Hadjidakis, va publicar una gravació que Merkuri va fer per a la televisió francesa a la dècada dels seixanta. Altres gravacions de Merkuri són Ta Paidia tou Peiraia (Els nens del Pireu), de la banda sonora de Mai en Diumenge. Aquesta peça va guanyar l'Oscar a la millor cançó l'any 1960. Durant els anys que va haver de viure a França a causa de la dictura a Grècia, Melina va gravar quatre àlbums, un en grec i tres en francès.

#### Política
Va ser una de les més conegudes oponents a la dictadura militar que va patir Grècia als anys setanta, la coneguda com "Junta dels Coronels". Aquesta dictadura va durar des del 1967 fins al 1974. A Merkuri li va ser retirada la ciutadania grega, greuge al qual ella contestà: Jo vaig néixer grega i moriré grega. El senyor Styllianos Pattakos va néixer sent un feixista i morirà sent un feixista. Aquesta frase la recordà a la seva autobiografia titulada oportunament Jo vaig néixer grega, que publicà l'any 1971. Quan la democràcia va tornar a Grècia, Merkuri va poder tornar al seu país natal i es va convertir en membre del Parlament en el partit Moviment Socialista Panhel·lènic. El 1981 es va convertir en la primera dona a ocupar el càrrec de Ministre de Cultura de Grècia. Va ser-ho durant dues legislatures i tornà al càrrec entre els anys 1993 i 1994 any de la seva mort.
Com a Ministre de Cultura, va proposar l'ideal de la Capital Europea de la Cultura. Atenes va ser escollida com la primera Ciutat Europea de la Cultura l'any 1985. Merkuri va lluitar per la tornada dels "Marbres d'Elgin", els quals formen part d'una de les col·leccions del Museu Britànic. Aquests marbres van ser extrets de l'Acròpolis pel britànic Comte d'Elgin. Però els esforços de Melina van ser infructuosos. Encara avui dia Grècia reclama tots els tresors arqueològics que li van ser llevats en el passat.

### Mort
Melina Merkuri va morir l'any 1994, en un hospital de Nova York a l'edat de 73 anys a causa d'un càncer de pulmó. Sempre havia estat una gran fumadora i quan va morir centenars de ciutadans grecs van col·locar la seva marca favorita de cigarretes com un recordatori a la seva tomba.
Un cop morta el seu cadàver va ser repatriat a Grècia. Fou enterrada amb un funeral d'Estat al cementiri Proto Nekrotafeio (Primer Cementiri).

## Filmografia
- Kravgi gynaikon (1978)
- Nasty Habits (1977)
- La Promesse de l'aube (1970)
- Chicago, Chicago (Gaily, Gaily) (1969)
- 10:30 P.M. Summer (1966)
- A Man Could Get Killed (1966)
- Los pianos mecánicos (1965)
- Topkapi (1964)
- Canzoni nel mondo (1963)
- Fedra (Phaedra) (1962)
- Vive Henri IV, vive l'amour (1961)
- Il giudizio universale (1961)
- Pote Tin Kyriaki (1960)
- La Loi (1959)
- The Gypsy and the Gentleman (1958)
- Celui qui doit mourir (1957)
- Στέλλα (1955)

## Premis i nominacions[calcitació]

### Premis
- 1960. Premi a la interpretació femenina (Festival de Canes) per Pote tin Kyriaki

### Nominacions
- 1961. Oscar a la millor actriu per Pote tin Kyriaki
- 1961. BAFTA a la millor actriu estrangera per Pote tin Kyriaki
- 1963. Globus d'Or a la millor actriu dramàtica per Fedra
- 1963. BAFTA a la millor actriu estrangera per Fedra
- 1965. Globus d'Or a la millor actriu musical o còmica per Topkapi
- 1971. Globus d'Or a la millor actriu dramàtica per Promise at Dawn